# هاتاکه‌یاما یوشیتاکا
هاتاکه‌یاما یوشیتاکا (انگلیسی: Hatakeyama Yoshitaka؛ درگذشته ۴ مارس ۱۵۷۶) یازدهمین رهبر خاندان هاتاکه‌یاما از اهالی ولایت نوتو در ژاپن بود.